# John Langenus
John Langenus (sinh ngày 9 tháng 12 năm 1891, Antwerp, Bỉ; mất ngày 1 tháng 10 năm 1952, Antwerp) là một trọng tài bóng đá người Bỉ, là trọng tài FIFA bắt chính 3 kỳ World Cup liên tiếp, trong đó có trận chung kết giải đấu năm 1930. Ông cũng là trọng tài đầu tiên trong lịch sử bắt trận chung kết World Cup.

## Sự nghiệp

### Thế vận hội Mùa hè 1928
Tại Thế vận hội Mùa hè 1928, Langenus đã bắt chính các trận đấu: Hà Lan-Uruguay (Vòng 1), và Ý-Ai Cập (Trận tranh huy chương đồng).

### Giải vô địch bóng đá thế giới 1930
Tại Giải vô địch bóng đá thế giới 1930, Langenus đã bắt chính các trận đấu: Argentina-Chile (Vòng bảng-Bảng 1), Uruguay-Peru (Vòng bảng-Bảng 3), Argentina-Hoa Kỳ (Bán kết), và trận chung kết giải đấu Argentina-Uruguay.

### Giải vô địch bóng đá thế giới 1934
Tại Giải vô địch bóng đá thế giới 1934, Langenus đã bắt chính trận đấu giữa Tiệp Khắc và România ở vòng 1/16.

### Giải vô địch bóng đá thế giới 1938
Tại Giải vô địch bóng đá thế giới 1934, Langenus đã bắt chính các trận đấu: Thụy Sĩ-Đức (Vòng 1/16), và Thụy Điển-Brasil (Tranh hạng ba).

### Sự nghiệp sau đó
Langenus sau đó đã viết ba cuốn sách; một cuốn tự truyện, "Whistling in the World", và hai tác phẩm khác liên quan đến bóng đá không hư cấu.